# Ӕ (слово ћирилице)
Ӕ, ӕ је слово ћирилице. Користи се у осетинском језику као друго слово у азбуци.
Слово је у осетински језик увео Андреас Шегрен 1844. године. Направљено је по угледу на латиничко слово Æ и исто тако се изговара.
Како је Ӕ у многим фонтовима недоступно, за писање на компјутеру користе се разне замене.

Најчешће се користи латиничко слово Æ истог изгледа. То слово је коришћено и на Википедији на осетинском језику.

Често се користи група слова Ае, што је логично и недвосмислено, али ружи текст.

Понекад се пише само А, али то може да значајно да смањи разумљивост текста јер опозиција А — Ӕ често има дистинктивну функцију у осетинском.

Још један мање-више недвосмислени начин је писање Э (то слово се среће само у позајмљеницама из руског).
Недоступност Ӕ отежава и претрагу на Интернету, јер Гугл даје различите резултате у зависности од употребе ћириличког или латиничког слова.